# Teorema lui Varignon

Aria(EFGH) = (1/2)Aria(ABCD)

În geometria euclidiană, teorema lui Varignon afirmă că mijloacele laturilor unui patrulater arbitrar formează un paralelogram, numit paralelogramul Varignon. Este numit după Pierre Varignon, a cărui demonstrație a fost publicată postum în 1731.